# Live in Mexico City
Live in Mexico City es el 16° álbum de Lacrimosa y el 3° grabado en vivo; lanzado el 18 de julio de 2014 bajo el sello de Hall of Sermon. Este disco surge del concierto del 13 de abril de 2013 en el Auditorio Blackberry en la Ciudad de México durante su gira Revolution Tour. Es el primer disco en vivo grabado totalmente en México. La imagen de la portada fue tomada por Francisco Michel, durante dicha gira.
Tilo Wolff en una entrevista menciona cuatro razones por las cuales lanzaba un disco en vivo por tercera ocasión: la primera fue que el último álbum en vivo fue hace 7 años (Lichtjahre en 2007); la segunda, porque ya había muchas nuevas canciones que se escuchan diferente en vivo, además de las clásicas, que cambian en cada concierto; la tercera, porque cuando vas a un concierto, siempre quieres más y un álbum en vivo te hace revivirlo; y, la cuarta, porque nunca en la historia de la música se había visto al público mexicano cantar en alemán.
Se lanzaron dos versiones: la normal, que es un álbum doble y The first edition que incluye, además de los dos discos, un DVD que es un adelanto del concierto completo que se lanzará el 6 de noviembre de 2015 en la edición Deluxe de Hoffnung, el más reciente álbum de la banda.
Scarecrow Records en México lanzó dos ediciones más denominadas White y Black Edition Limites Edition, esta última se rumorea fue maquilada sin autorización de Tilo Wolff viéndolo con sus propios ojos en una firma de autógrafos en la Ciudad de México.

## Canciones
CD1
1. Lacrimosa Theme (02:45)
2. Ich bin der brennende Komet (07:08)
3. Welcome to the show (00:45)
4. Schakal (06:29)
5. Alleine zu zweit (04:20)
6. Alles Lüge (1993) 06:17
7. Not every Pain hurts (05:26)
8. Verloren (07:41)
9. Ohne Dich ist Alles nichts (06:44)
10. Weil Du Hilfe brauchst (06:28)
11. Apart (04:09)
12. If the World stood still a Day (04:10)

CD2
1. Feuerzug I, II (05:47)
2. Der Morgen danach (04:42)
3. Irgendein Arsch ist immer unterwegs (06:13)
4. Liebesspiel/Fassade III (06:30)
5. Rote Sinfonie (06:19)
6. Revolution (06:48)
7. Durch Nacht und Flut (04:22)
8. Stolzes Herz (08:12)
9. Feuer (04:40)
10. Lichtgestalt (05:42)
11. Copycat (05:25)

DVD
1. Lacrimosa Theme/Arrival at the Airport (2013) 02:45
2. Irgendein Arsch ist immer unterwegs (2012) 06:13
3. Schakal (1994) 06:29
4. Alles Lüge (1993) 06:17